# Eudo IV, Duque da Borgonha
Eudo IV, Duque da Borgonha ou Odão IV (em francês:  Eudes IV de Bourgogne; 1295 – Sens, 3 de Abril de 1350) foi duque da Borgonha de 1315 até sua morte, rei titular de Tessalónica de 1316 a 1320, e conde da Borgonha e Artois de 1330 a 1347.

## Biografia
Era filho de Roberto II, Duque da Borgonha e de Inês da França, por isso neto materno de São Luís e Margarida de Provença. Pelo casamento da sua irmã mais velha Margarida da Borgonha, era cunhado do rei Luís X de França e tio de Joana II de Navarra. Pelo casamento da sua irmã mais jovem Joana, foi cunhado de Filipe VI de França, o primeiro rei da dinastia de Valois.
Em 1315 sucedeu ao seu irmão Hugo V. Em 1316 vendeu os seus direitos sobre o Reino de Tessalónica a Filipe I de Taranto aquando da morte do seu irmão Luís. Depois da morte do rei Luís X de França no mesmo ano, sustentou os direitos da sua sobrinha Joana contra Filipe V de França, irmão do anterior, mas acabou por casar com a filha mais velha de Filipe e a ceder perante o trono da França. Apesar disso, Joana acabaria por chegar ao trono de Navarra.
En 1318 casou então com Joana III, Condessa da Borgonha e de Artois (1308-1347), filha do rei Filipe V o Alto, e de Joana II, Condessa da Borgonha, e de Artois. Dela teve:
- um filho nado-morto (1322)
- Filipe da Borgonha (1323-1346), conde de Bolonha e de Auvérnia.
- João (1325-1327)
- três filhos (1327, 1330 e 1335) que morreram jovens

Serviu lealmente o rei Filipe VI de França, combateu contra os flamengos e foi ferido na batalha de Cassel em 1328, defendeu Saint-Omer em 1340 contra Roberto III de Artois, e depois ajudou Carlos de Blois na Guerra de sucessão da Bretanha, no início da Guerra dos Cem Anos, contra João de Monforte. Em 1346, combateu contra os ingleses na Aquitânia.
O seu principal legado terá sido aparente na subsequente corte da Borgonha dos duques de Valois, uma vez que Odo era patrono das artes e da Igreja e patrocinou muitos jovens artistas. Também conseguiu boas ligações políticas e, ao casar com uma princesa da família real francesa, assegurou boas relações com esse reino. A morte prematura do seu filho Filipe tornou o seu neto de quatro anos no seu herdeiro. Este sucederia a Odo em 1350 como Filipe I, Duque da Borgonha depois da sua morte em Sens.